# Cinema Olímpia
Das Cinema Olímpia ist ein ehemaliges Kino im Zentrum der portugiesischen Stadt Porto.

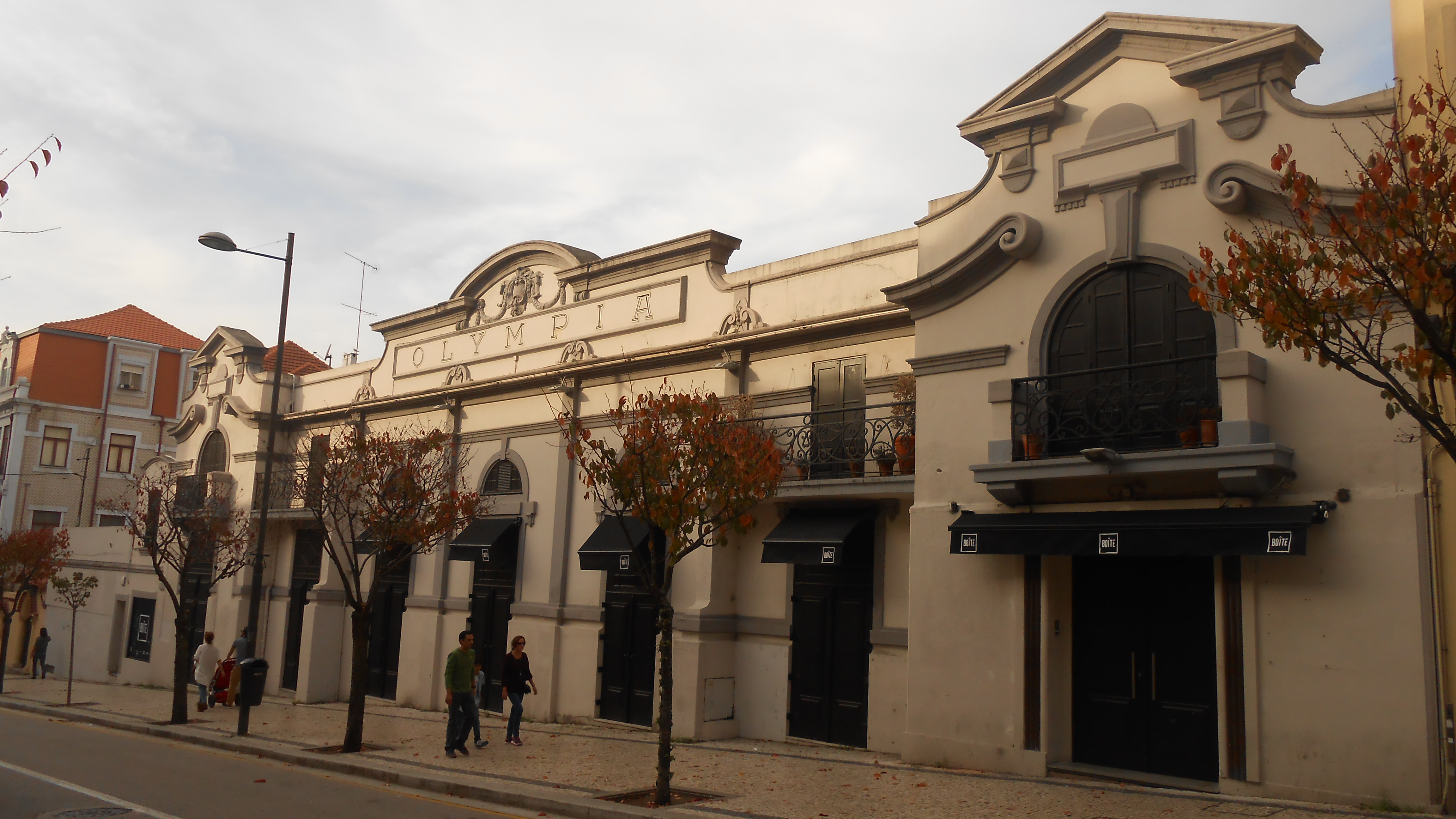
Das Cinema Olímpia in der
Rua de Passos Manuel 119–131

## Geschichte
Das Kino wurde nach Entwürfen des Architekten João Queirós errichtet. Vom ursprünglichen Plan eines Theaterneubaus an der Rua Passos Manuel wurde nur der Zuschauerraum verwirklicht.
Eröffnet wurde das Kino am 18. Mai 1912 durch seinen Besitzer Henrique Alegria. Die Zeitungen berichteten damals von der eleganten und luxuriösen Ausstattung. In den 1980er Jahren wurde das Kino geschlossen. Später wurde hier eine Bingohalle (Bingo Olympia) und eine Diskothek (Boîte) untergebracht.
Das Gebäude steht unter Denkmalschutz.

## Quelle
- Instituto da Habitação e da Reabilitação Urbana, Nº IPA PT011312120233